# Jean-Baptiste Marino
Pour les articles homonymes, voir Marino.
Jean-Baptiste Marino, né à Sceaux en 1767 et mort guillotiné à Paris le 19 juin 1794, est une personnalité de la Révolution française.

## Biographie
Fils d'un jardinier du « potager » du comte d'Eu, Marino peignait et vendait depuis dix ans ses porcelaines dans les galeries du Palais-Royal. À la Révolution, il devient orateur dans les clubs révolutionnaires.
Membre de la Commune de Paris après la Journée du 10 août 1792, il est nommé administrateur de police. À Lyon, il préside la commission extraordinaire chargée de juger les fédéralistes et utilise sa position pour obtenir les faveurs des belles suspectes, l'apprenant Jean-Marie Collot d'Herbois le renvoie et, dès lors, Jean-Baptiste Marino lui voue une haine et une rancune farouches.
À Paris, il est chargé de la police des prisons et de la surveillance de la moralité publique, il se sert de cette position pour obtenir des avantages en argent comme en nature. À la suite de la dénonciation du député Pons de Verdun, le 9 germinal an II (29 mars 1794), il est destitué, sur les accusations suivantes : complicité dans la tentative d'évasion de Marie-Antoinette d'Autriche, également connue sous le nom de Complot de l'œillet (2 au 3 août 1793), et pour sa complicité avec Henri Admirat dans la tentative d'assassinat de Jean-Marie Collot d'Herbois le 3 prairial an II (22 mai 1794).
Condamné comme parricide pour attentat sur un des membres de la Convention, il fut écroué à la prison Sainte-Pélagie avant d'être guillotiné le 1er messidor an II (19 juin 1794), vêtu d'une chemise rouge, destinée aux assassins et empoisonneurs.

### Sources
- Histoire et Dictionnaire de la Révolution française 1789-1799 de Jean Tulard, Jean-François Fayard, Alfred Fierro